# Redmi 3

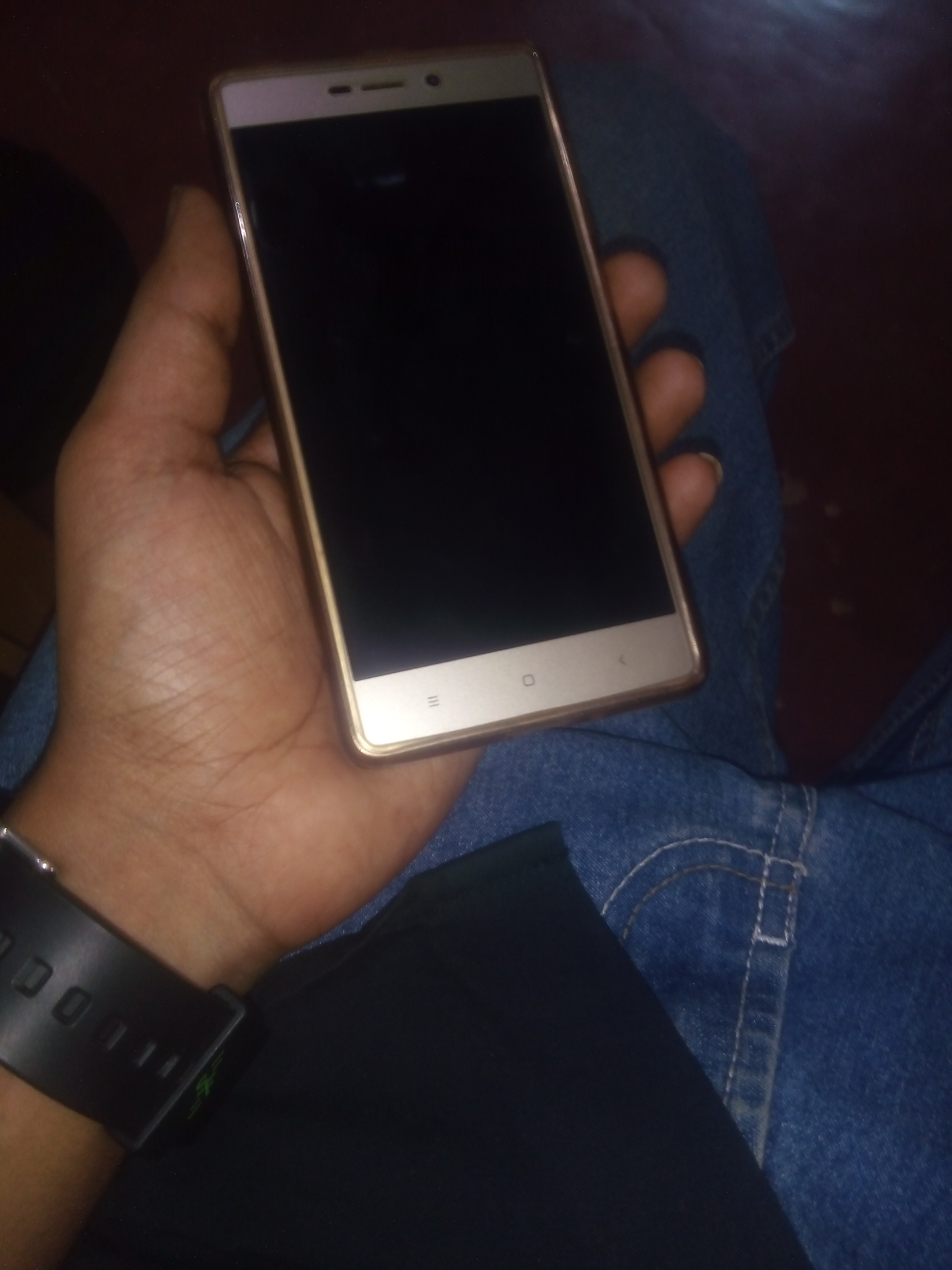
Lato frontale di uno Xiaomi Redmi 3

Lo Xiaomi Redmi 3 è uno smartphone prodotto da Xiaomi, presentato a gennaio 2016.

## Caratteristiche tecniche

### Hardware
Il Redmi 3 misura 139.3 x 69.6 x 8.5 millimetri e pesa 144 grammi. Ha un retro e un frame laterale in alluminio e la parte anteriore in vetro.
È dotato di chipset Qualcomm Snapdragon 616 MSM8939v2, con CPU octa-core e GPU Adreno 405. Ha 2 GB di RAM e 16 GB di memoria interna, espandibili tramite microSD.
Ha uno schermo IPS LCD ampio 5 pollici con risoluzione HD e aspect ratio 16:9.
È dotato di fotocamera posteriore da 13 megapixel con f/2.0 e autofocus PDAF, in grado di registrare video full HD a 30 fps, e fotocamera anteriore da 5 megapixel, con f/2.2, in grado di registrare video full HD a 30 fps.
È dotato di connettività GSM/CDMA/HSPA/EVDO/LTE, di Wi-Fi 802.11 b/g/n, Wi-Fi Direct, hotspot; di Bluetooth 4.1, A2DP; A-GPS, GLONASS, BDS; di porta a infrarossi, di porta microUSB 2.0 e di radio FM.
Ha una batteria agli ioni di litio non removibile da 4100 mAh. Supporta la ricarica a 10W.

### Software
Di serie ha Android Lollipop in versione 5.1 e l'interfaccia utente MIUI 7. Non ha ricevuto aggiornamenti ufficiali ma sbloccando il bootloader e utilizzando la recovery TWRP possono essere installate versioni molto più recenti di Android, come Android 9 con LineageOS 16.

## Varianti
Esistono diverse varianti del Redmi 3:
- Redmi 3s, commercializzato a giugno 2016, differisce dal Redmi 3 per il diverso chipset (Snapdragon 430 anziché 616) e per la presenza di Android Marshmallow 6.0.1 nativo, con MIUI 9.2;[2]
- Redmi 3 Pro, commercializzato a marzo 2016, differisce dal Redmi 3 per la presenza di 3 GB di RAM, 32 di memoria interna e un lettore d'impronta posteriore;[3]
- Redmi 3s Prime, commercializzato ad agosto 2016, versione con 3 GB di RAM, 32 GB di memoria interna e lettore d'impronta digitale del Redmi 3s;[4]
- Redmi 3x, commercializzato a giugno 2016, differisce dal Redmi 3s Prime solo per avere 2 GB di RAM anziché 3.[5]